# Dominique Jeanmoye
Dominique Jeanmoye, née le 14 janvier 1964  est une femme politique belge wallonne, membre du PSC.
Elle est licenciée en droit (ULg) et avocate; juge au tribunal de police de Huy depuis 2007.

## Carrière politique
- 1989-2007 : conseillère communale à Héron
  - 1989-2000 : bourgmestre de Héron
  - 2006-2007 : échevine à Héron
- 1997-1999 : sénatrice cooptée en remplacement de Michèle Bribosia-Picard

## Sources
- Sa bio sur le site du Sénat belge
- D.Jeanmoye tire un trait sur sa vie politique (La DH)